# Notoxus

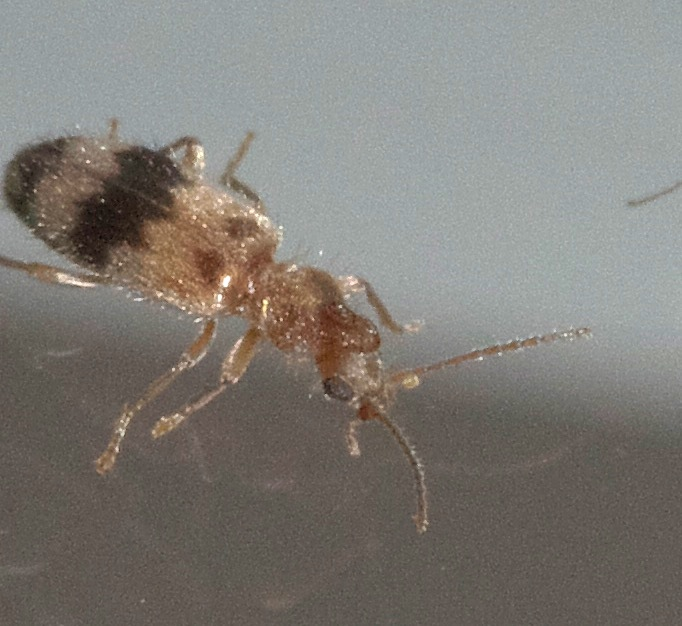

Notoxus es un género de coleóptero de la familia Anthicidae.

## Especies
Las especies de este género son:
- Notoxus albrechti Telnov, 1998
- Notoxus allansoni van Hille, 1971
- Notoxus amaculatus van Hille, 1971
- Notoxus anchora Hentz, 1827
- Notoxus angustulus Krekich-Strassoldo, 1919
- Notoxus apicalis LeConte, 1852
- Notoxus appendicinus Heberdey, 1936
- Notoxus arcuatipes van Hue, 1972
- Notoxus ardoini Bonadona, 1984
- Notoxus arenarius van Hille, 1988
- Notoxus areolatus van Hille, 1985
- Notoxus arizonensis Fall, 1916
- Notoxus aztecorum Chandler, 1977
- Notoxus bajae Chandler, 1977
- Notoxus balteatus Casey, 1895
- Notoxus beameri Chandler in Chandler & Nardi, 2004
- Notoxus bicoronatus Bedel, 1869
- Notoxus bifasciatus (LeConte, 1852)
- Notoxus bihawanensis Uhmann, 1981
- Notoxus binotatus Gebler, 1829
- Notoxus bipunctatus Chevrolat, 1877
- Notoxus blaisdelli Chandler, 1982
- Notoxus bonadonai Uhmann, 1980
- Notoxus brachycerus Faldermann, 1837
- Notoxus brevialatus van Hille, 1986
- Notoxus brevicornis Fall, 1916
- Notoxus brevicornutus van Hille, 1988
- Notoxus brinckianus Bonadona, 1988
- Notoxus bruneorufus Bonadona, 1989
- Notoxus brunneus Uhmann, 1994
- Notoxus brutoni van Hille, 1985
- Notoxus buraensis Uhmann, 1999
- Notoxus caharensis van Hille, 1986
- Notoxus calcaratus G. Horn, 1884
- Notoxus campus Chandler, 1977
- Notoxus capeneri van Hue, 1972
- Notoxus capriviensis van Hille, 1986
- Notoxus carrorum Chandler in Chandler & Nardi, 2004
- Notoxus caudatus Fall, 1902
- Notoxus cavicornis LeConte, 1851
- Notoxus cavifrons Heberdey, 1936
- Notoxus cechovskyi Kejval, 1999
- Notoxus celatus Chandler, 1977
- Notoxus centralasiae Kejval, 1999
- Notoxus conformis LeConte, 1851
- Notoxus cylindratus Bonadona, 1984
- Notoxus daressalaamensis Uhmann, 1994
- Notoxus decellei Bonadona, 1969
- Notoxus decorus van Hue, 1972
- Notoxus denudatus G. Horn, 1884
- Notoxus desertus Casey, 1895
- Notoxus desperatus Chandler, 1977
- Notoxus digitatus Peyron, 1877
- Notoxus doyeni Chandler, 1982
- Notoxus durangoensis Chandler, 1977
- Notoxus elongatulus Uhmann, 1994
- Notoxus endroedyi Uhmann, 1980
- Notoxus eurycerus von Kiesenwetter, 1861
- Notoxus falli Chandler, 1982
- Notoxus fenyesi Chandler, 1982
- Notoxus filicornis Casey, 1895
- Notoxus freyi van Hue, 1972
- Notoxus gelidus Chandler, 1978
- Notoxus ghesquierei Spassky, 1955
- Notoxus goellnerae Uhmann, 1995
- Notoxus golestanus Kejval, 1999
- Notoxus haafi van Hue, 1972
- Notoxus hageni Chandler, 1982
- Notoxus hartmanni Telnov, 1998
- Notoxus haustrus Chandler, 1977
- Notoxus hiekei Uhmann, 1990
- Notoxus hirsutulus Uhmann, 1980
- Notoxus hirsutus Champion, 1890
- Notoxus hirtus Heberdey, 1936
- Notoxus hokkaidensis Kono, 1931
- Notoxus holmi Uhmann, 1984
- Notoxus ifafae van Hille, 1984
- Notoxus impexus von Kies, 1870
- Notoxus impressipennis Spassky, 1955
- Notoxus inbasalis Pic, 1926
- Notoxus insularis Dajoz, 1980
- Notoxus intermedius Fall, 1916
- Notoxus kaszabi Uhmann, 1980
- Notoxus kibweziensis Uhmann, 1994
- Notoxus kwando van Hille, 1986
- Notoxus lateniger Bonadona, 1969
- Notoxus lateralis Chandler, 1977
- Notoxus latus Pic, 1928
- Notoxus leonensis Chandler, 1977
- Notoxus lineatulus Uhmann, 1994
- Notoxus lipovskyi Chandler in Chandler & Nardi, 2004
- Notoxus lobicornis Reiche, 1864
- Notoxus lonai Bucciarelli, 1973
- Notoxus longisulcus van Hue, 1972
- Notoxus longitarsus Uhmann, 1987
- Notoxus louwi van Hille, 1988
- Notoxus lusakaensis Chandler & Uhmann, 1984
- Notoxus lustrellus Casey, 1895
- Notoxus macropthalmus Uhmann, 1987
- Notoxus macularis (Baudi, 1878)
- Notoxus madecassus Pic, 1953
- Notoxus manderanus van Hille, 1975
- Notoxus manitoba Chandler, 1982
- Notoxus manselli van Hille, 1971
- Notoxus manyarensis van Hue, 1972
- Notoxus mauritanicus Heberdey, 1936
- Notoxus methneri Uhmann, 1994
- Notoxus miles W. L. E. Schmidt, 1842
- Notoxus mkuziensis van Hille, 1971
- Notoxus monardi Pic, 1937
- Notoxus monoceros (Linnaeus, 1760)
- Notoxus monodon (Fabricius, 1801)
- Notoxus montanus Casey, 1895
- Notoxus montivagus Kejval, 1999
- Notoxus murinipennis LeConte, 1851
- Notoxus namibianus Uhmann, 1985
- Notoxus nevadensis Casey, 1895
- Notoxus nubilus Chandler, 1977
- Notoxus nuperus G. Horn, 1884
- Notoxus obscuratus Uhmann, 1994
- Notoxus occidentalis Chandler, 1977
- Notoxus orientalis Chandler, 1977
- Notoxus ornatus van Hille, 1971
- Notoxus paradoxus Chandler, 1982
- Notoxus parvidens Fall, 1932
- Notoxus parvus van Hue, 1972
- Notoxus pericarti Bonadona, 1984
- Notoxus photus Chandler, 1978
- Notoxus pictus Casey, 1895
- Notoxus planicornis LaFerté-Senéctère, 1848
- Notoxus politus Chandler, 1982
- Notoxus posthumus van Hille, 1975
- Notoxus posticutus Chandler, 1977
- Notoxus pretiosus van Hille, 1975
- Notoxus pygidialis Chandler, 1977
- Notoxus reavelli van Hille, 1984
- Notoxus recticornis van Hille, 1975
- Notoxus renaudi Bonadona, 1984
- Notoxus robustus Casey, 1895
- Notoxus roeri Uhmann, 1985
- Notoxus rossi Chandler, 1982
- Notoxus rubetorum Truqui, 1855
- Notoxus rufiventris van Hille, 1975
- Notoxus rungweensis van Hue, 1972
- Notoxus sareptanus Heberdey, 1936
- Notoxus schwarzi G. Horn, 1892
- Notoxus scotti Pic, 1951
- Notoxus sedilloti Heberdey, 1936
- Notoxus seminole Chandler, 1982
- Notoxus serratus (LeConte, 1847)
- Notoxus siculus Heberdey, 1936
- Notoxus signatipennis Uhmann, 1980
- Notoxus simulans Heberdey, 1935
- Notoxus slipinskii Uhmann, 1985
- Notoxus solus Chandler, 1977
- Notoxus somalicus Ronchetti, Colombini & Chelazzi, 1986
- Notoxus sparsus LeConte, 1859
- Notoxus spatulifer Casey, 1895
- Notoxus stephani Chandler, 1977
- Notoxus strejceki Kejval, 1999
- Notoxus subtilis LeConte, 1852
- Notoxus suturalifer Pic, 1932
- Notoxus tansanianus Uhmann, 1980
- Notoxus tibialis Uhmann, 1985
- Notoxus tiganii Uhmann, 1980
- Notoxus toltecorum Chandler, 1977
- Notoxus trifasciatus Rossi, 1792
- Notoxus unifasciatus Pic, 1947
- Notoxus vanhillei Uhmann, 1980
- Notoxus vespermanni Uhmann, 1990
- Notoxus vulcanicus van Hille, 1975
- Notoxus walteri van Hille, 1984
- Notoxus werneri Chandler, 1982
- Notoxus whartoni Chandler, 1982
- Notoxus youngi Chandler, 1982
- Notoxus zambianus Uhmann, 1985
- Notoxus zapotecorum Chandler, 1977